# Oberlappach
Oberlappach ist ein Gemeindeteil der oberbayerischen Gemeinde Maisach im Landkreis Fürstenfeldbruck. Am 1. Mai 1978 kam Oberlappach als Gemeindeteil der bis dahin selbständigen Gemeinde Rottbach zu Maisach.
Das Dorf liegt circa zwei Kilometer nördlich von Maisach.

## Ehemalige Baudenkmäler
- Wohnhaus eines Bauernhofes